# 크리스틴 서덜랜드
크리스틴 서덜랜드(Kristine Sutherland, 1955년 4월 17일 ~ )는 미국의 배우이다.

## 출연 작품
- 더 퍼펙트 웨딩 (2012)
- 고양이의 보은 (2002)
- 뱀파이어 해결사 (1997)
- 애들이 줄었어요 (1989)
- 원 라이프 투 리브 (1968)